# Юмрука
Юмру̀ка е връх с надморска височина 1819 m в Златишко-Тетевенска планина, на 6 –7 km изток-североизточно от връх Вежен.
В източното подножие на връх Юмрука минава Рибаришкият проход – като планинска пътека в тази негова част. Върхът е скалист, с рядка тревна и горска растителност. От връх Юмрука на север през връх Кавладан (1711 m) от Троянска планина на протежение около 4 km главното старопланинско било има посока юг – север.
На около 0,6 km север-северозападно от върха се намира параклисът „Света Троица“, на около километър – планинската туристическа хижа „Ехо“, а на около 250 m след хижата е връх Кавладан.